# Landkreis Backnang
Der Landkreis Backnang war ein Landkreis in Baden-Württemberg, der im Zuge der Kreisreform am 1. Januar 1973 aufgelöst wurde.

## Geografie

### Lage
Der Landkreis Backnang lag in der nordöstlichen Mitte Baden-Württembergs.
Geografisch hatte er Anteil am Schwäbisch-Fränkischen Wald. Das westliche Kreisgebiet durchfloss die Murr, das östliche Kreisgebiet der Kocher, zwei Nebenflüsse des Neckars.

### Nachbarkreise
Seine Nachbarkreise waren 1972, im Uhrzeigersinn, beginnend im Nordosten, Schwäbisch Hall, Aalen, Schwäbisch Gmünd, Waiblingen, Ludwigsburg und Heilbronn.

## Geschichte
Das Gebiet des Landkreises Backnang gehörte bereits vor 1800 überwiegend zu Württemberg. Daher gab es auch schon vor 1800 das Oberamt Backnang. Dieses wurde im Laufe seiner Geschichte mehrmals verändert. Ab 1810 gehörte es zur Landvogtei am unteren Neckar und ab 1818 zum Neckarkreis, der 1924 aufgelöst wurde. 1934 wurde das Oberamt Backnang in Kreis Backnang umbenannt und 1938 erhielt dieser seine zuletzt bekannte Erweiterung, als er einige Gemeinden der aufgelösten Kreise Gaildorf, Marbach und Welzheim erhielt. 1945 kam er zum neugebildeten Land Württemberg-Baden, das 1952 im Bundesland Baden-Württemberg aufging. Von da an gehörte er zum Regierungsbezirk Nordwürttemberg, der den württembergischen Teil Württemberg-Badens umfasste.
Mit Wirkung vom 1. Januar 1973 wurde der Landkreis Backnang aufgelöst. Der größere Teil des Kreises, darunter die Kreisstadt Backnang selbst, ging im neu gegründeten Rems-Murr-Kreis auf, der östliche Teil wurden dem Landkreis Schwäbisch Hall, einige Gemeinden im Westen dem Landkreis Ludwigsburg, die Gemeinde Gschwend dem Ostalbkreis zugeordnet. Rechtsnachfolger des Landkreises Backnang wurde der Rems-Murr-Kreis.

### Einwohnerentwicklung
Alle Einwohnerzahlen sind Volkszählungsergebnisse.
| Jahr               | Einwohner |
| ------------------ | --------- |
| 17. Mai 1939       | 54.009    |
| 13. September 1950 | 76.083    |

| Jahr         | Einwohner |
| ------------ | --------- |
| 6. Juni 1961 | 89.365    |
| 27. Mai 1970 | 108.450   |

## Politik

### Landrat
Die Oberamtmänner des ehemaligen Oberamts von 1807 bis 1936 siehe unter Oberamt Backnang.
Die Landräte ab 1936:
- 1936–1942: August Reuß
- 1942–1943: Karl Sinn (Amtsverweser)
- 1943–1945: Paul Dettinger (Vertreter)
- 1945: Albert Rienhardt (kommissarisch)
- 1945: Josef Schäfer (kommissarisch)
- 1945–1946: Friedrich Tränkle (kommissarisch)
- 1946–1960: Karl Limbeck
- 1961–1972: Wilhelm Schippert

### Wappen
Das Wappen des Landkreises Backnang war unter goldenem Schildhaupt, darin eine liegende schwarze Hirschstange, gespalten von Silber und Blau; vorne ein blauer Reichsapfel mit goldener Spange und goldenem Kreuz, hinten ein goldener Doppelbecher. Das Wappen wurde dem Landkreis Backnang am 3. Juni 1959 vom Innenministerium Baden-Württemberg verliehen.
Die Hirschstangen symbolisieren Württemberg, zu dem das Kreisgebiet schon früh gehörte. Der Reichsapfel ist dem Wappen der Kreisstadt Backnang entnommen, der Doppelbecher ist das Wappensymbol der Schenken von Limpurg, die im Osten des Kreises im Raum Gaildorf ihr Herrschaftsgebiet hatten.

## Wirtschaft und Infrastruktur

### Verkehr
Durch das Kreisgebiet führte keine Bundesautobahn. Der Landkreis wurde im Westen durch die Bundesstraße 14, im Osten durch die Bundesstraße 19 und die Bundesstraße 298 sowie durch Landes- und Kreisstraßen erschlossen.

## Gemeinden
Zum Landkreis Backnang gehörten ab 1938 zunächst 50 Gemeinden, davon drei Städte. Die Gemeinde Oppenweiler wurde zunächst nach Reichenberg eingemeindet, diese jedoch 1942 in „Gemeinde Oppenweiler“ umbenannt. 1941 wurde die Gemeinde Steinbach in die Stadt Backnang eingemeindet. Somit gab es nur noch 49 Gemeinden, darunter drei Städte.
Am 7. März 1968 stellte der Landtag von Baden-Württemberg die Weichen für eine Gemeindereform. Mit dem Gesetz zur Stärkung der Verwaltungskraft kleinerer Gemeinden war es möglich, dass sich kleinere Gemeinden freiwillig zu größeren Gemeinden vereinigen konnten. Den Anfang im Landkreis Backnang machte am 1. Januar 1970 die Gemeinde Hausen an der Rot, die in die Gemeinde Oberrot eingegliedert wurde. Nach und nach reduzierte sich die Zahl der Gemeinden, bis der Landkreis Backnang schließlich am 1. Januar 1973 aufgelöst wurde.
Die größte Gemeinde des Landkreises war die Kreisstadt Backnang, die seit dem 1. April 1956 eine Große Kreisstadt ist. Die kleinste Gemeinde war Nassach.
In der Tabelle stehen die Gemeinden des Landkreises Backnang vor der Gemeindereform. Die Einwohnerangaben beziehen sich auf die Volkszählungsergebnisse in den Jahren 1961 und 1970.
| frühere Gemeinde           | heutige Gemeinde      | heutiger Landkreis | Einwohner am 6. Juni 1961 | Einwohner am 27. Mai 1970 |
| -------------------------- | --------------------- | ------------------ | ------------------------- | ------------------------- |
| Affalterbach               | Affalterbach          | Ludwigsburg        | 1.521                     | 3.061                     |
| Allmersbach am Weinberg    | Aspach                | Rems-Murr-Kreis    | 509                       | 633                       |
| Allmersbach im Tal         | Allmersbach im Tal    | Rems-Murr-Kreis    | 1.103                     | 2.144                     |
| Altersberg                 | Gschwend              | Ostalbkreis        | 856                       | 783                       |
| Althütte                   | Althütte              | Rems-Murr-Kreis    | 1.300                     | 1.682                     |
| Backnang, Große Kreisstadt | Backnang              | Rems-Murr-Kreis    | 23.725                    | 27.755                    |
| Bruch                      | Weissach im Tal       | Rems-Murr-Kreis    | 304                       | 381                       |
| Burgstall an der Murr      | Burgstetten           | Rems-Murr-Kreis    | 1.319                     | 1.504                     |
| Cottenweiler               | Weissach im Tal       | Rems-Murr-Kreis    | 371                       | 646                       |
| Ebersberg                  | Auenwald              | Rems-Murr-Kreis    | 289                       | 323                       |
| Erbstetten                 | Burgstetten           | Rems-Murr-Kreis    | 892                       | 1.152                     |
| Eutendorf                  | Gaildorf              | Schwäbisch Hall    | 1.101                     | 1.344                     |
| Fichtenberg                | Fichtenberg           | Schwäbisch Hall    | 2.001                     | 2.273                     |
| Fornsbach                  | Murrhardt             | Rems-Murr-Kreis    | 1.140                     | 1.293                     |
| Frickenhofen               | Gschwend              | Ostalbkreis        | 1.061                     | 1.037                     |
| Gaildorf, Stadt            | Gaildorf              | Schwäbisch Hall    | 4.622                     | 5.436                     |
| Grab                       | Großerlach            | Rems-Murr-Kreis    | 622                       | 576                       |
| Großaspach                 | Aspach                | Rems-Murr-Kreis    | 2.309                     | 2.978                     |
| Großerlach                 | Großerlach            | Rems-Murr-Kreis    | 1.094                     | 1.334                     |
| Gschwend                   | Gschwend              | Ostalbkreis        | 1.931                     | 2.147                     |
| Hausen an der Rot          | Oberrot               | Schwäbisch Hall    | 587                       | –                         |
| Heiningen                  | Backnang              | Rems-Murr-Kreis    | 385                       | 459                       |
| Heutensbach                | Allmersbach im Tal    | Rems-Murr-Kreis    | 359                       | 553                       |
| Jux                        | Spiegelberg           | Rems-Murr-Kreis    | 331                       | 413                       |
| Kirchberg an der Murr      | Kirchberg an der Murr | Rems-Murr-Kreis    | 2.367                     | 3.123                     |
| Kirchenkirnberg            | Murrhardt             | Rems-Murr-Kreis    | 857                       | 856                       |
| Kleinaspach                | Aspach                | Rems-Murr-Kreis    | 1.005                     | 1.435                     |
| Laufen am Kocher           | Sulzbach-Laufen       | Schwäbisch Hall    | 711                       | 933                       |
| Lippoldsweiler             | Auenwald              | Rems-Murr-Kreis    | 1.095                     | 1.592                     |
| Maubach                    | Backnang              | Rems-Murr-Kreis    | 608                       | 715                       |
| Murrhardt, Stadt           | Murrhardt             | Rems-Murr-Kreis    | 9.321                     | 11.285                    |
| Nassach                    | Spiegelberg           | Rems-Murr-Kreis    | 285                       | 284                       |
| Oberbrüden                 | Auenwald              | Rems-Murr-Kreis    | 1.084                     | 1.264                     |
| Oberrot                    | Oberrot               | Schwäbisch Hall    | 2.212                     | 2.475                     |
| Oberweissach               | Weissach im Tal       | Rems-Murr-Kreis    | 550                       | 716                       |
| Oppenweiler                | Oppenweiler           | Rems-Murr-Kreis    | 3.056                     | 3.487                     |
| Ottendorf                  | Gaildorf              | Schwäbisch Hall    | 936                       | 1.039                     |
| Rielingshausen             | Marbach am Neckar     | Ludwigsburg        | 1.090                     | 1.508                     |
| Rietenau                   | Aspach                | Rems-Murr-Kreis    | 627                       | 827                       |
| Sechselberg                | Althütte              | Rems-Murr-Kreis    | 727                       | 824                       |
| Spiegelberg                | Spiegelberg           | Rems-Murr-Kreis    | 962                       | 1.000                     |
| Strümpfelbach              | Backnang              | Rems-Murr-Kreis    | 427                       | 541                       |
| Sulzbach am Kocher         | Sulzbach-Laufen       | Schwäbisch Hall    | 1.459                     | 1.474                     |
| Sulzbach an der Murr       | Sulzbach an der Murr  | Rems-Murr-Kreis    | 4.110                     | 4.608                     |
| Unterbrüden                | Auenwald              | Rems-Murr-Kreis    | 780                       | 951                       |
| Unterrot                   | Gaildorf              | Schwäbisch Hall    | 2.221                     | 2.540                     |
| Unterweissach              | Weissach im Tal       | Rems-Murr-Kreis    | 2.039                     | 2.439                     |
| Waldrems                   | Backnang              | Rems-Murr-Kreis    | 450                       | 890                       |
| Weiler zum Stein           | Leutenbach            | Rems-Murr-Kreis    | 1.241                     | 2.060                     |

## Kfz-Kennzeichen
Am 1. Juli 1956 erhielt der dem Landkreis bei Einführung der bis heute gültigen Kfz-Kennzeichen das Unterscheidungszeichen BK. Es wurde bis zum 31. Dezember 1972 ausgegeben. Am 1. November 2007 wurde es dem Bördekreis in Sachsen-Anhalt zugewiesen. (Siehe auch hier.)
Seit dem 2. Dezember 2013 ist das BK im Rahmen der Kennzeichenliberalisierung im Rems-Murr-Kreis und seit dem 1. September 2018 im Landkreis Schwäbisch Hall erhältlich.